# Correbia colombiana
Correbia colombiana är en fjärilsart som beskrevs av Hans Zerny 1931. Correbia colombiana ingår i släktet Correbia och familjen björnspinnare. Inga underarter finns listade i Catalogue of Life.